# Biały Zdrój (powiat świdwiński)
Biały Zdrój (niem. Balsdrey) – wieś w północno-zachodniej Polsce, położona w województwie zachodniopomorskim, w powiecie świdwińskim, w gminie Sławoborze.
Na północ od wsi wznoszą się Gromadne Góry.
W latach 1946–54  siedziba gminy Biały Zdrój. W latach 1954–1959 wieś należała i była siedzibą władz gromady Biały Zdrój, po jej zniesieniu w gromadzie Świdwin. 

## Zabytki
Dwór z IV ćwierćwiecza XIX w., przykład skromnej, pomorskiej architektury dworskiej. Wzniesiony na planie prostokąta z płytkim, poprzedzonym gankiem ryzalitem na osi elewacji frontowej. Budynek parterowy z piętrowym ryzalitem, przykryty dwuspadowym dachem pokrytym dachówką zakładkową. Ganek poprzedzony schodami. Stolarka drzwiowa i okienna w większości XIX - wieczna. Elewacja dekorowana gzymsem parapetowym i zwieńczona drobno profilowanym gzymsem koronującym. Ryzalit zwieńczony trójkątnym oprofilowanym naczółkiem. Okna w profilowanych opaskach, w fasadzie z odcinkowym gzymsem nadokiennym i płycinami z dekoracją geometryczną.